# Jan Włodzimierz
Jan Włodzimierz także Jovan Vladimir albo Jovan Władimir (serb: Јован Владимир, zm. 22 maja 1016 r.) – władca Dukli i Trawunii w latach ok. 990–1016, następca Petrislava. Po śmierci kanonizowany przez Serbską Cerkiew Prawosławną.
Pierwsza wzmianka na temat Jana Włodzimierza pochodzi z 993 roku i dotyczy sojuszu zawartego przezeń z cesarzem bizantyńskim Bazylim II, mającego na celu przeciwstawienie się rosnącej w potęgę Bułgarii cara Samuela Komitopula. W 998 lub 999 Samuel zaatakował ziemie młodego księcia duklańskiego i zdobył bez większego oporu stolicę Dukli. Anektował całe państwo, a jego władcę pojmał i uprowadził do Prespy. Zwierzchnictwo Bułgarii uznały też serbskie księstwa w głębi kraju Raszka i Bośnia oraz leżące na wybrzeżu dalmatyńskim Zahumle. Uwięzionego Jana Włodzimierza poślubiła młodsza z córek cara Teodora Kosara. Car przywrócił mu po ślubie tron duklański, jednocześnie dzieląc Duklę pomiędzy swego zięcia i jego wuja Dragomira, którego osadził w Trawunii.
Po śmierci Samuela w 1014 roku władzę w państwie bułgarskim objął jego syn Gabriel Radomir, który dwa lata później został zamordowany przez swego kuzyna Iwana Władysława. Nowy car, aby zabezpieczyć się od zachodu wezwał do Prespy swego wasala Jana Włodzimierza. Możliwe że obawiał się z jego strony zemsty za zabicie szwagra. Książę był zdecydowany stawić się na wezwanie cara, ale jego żona Teodora Kosara nie ufała mordercy swego brata i obawiając się o życie męża postanowiła jechać w jego zastępstwie. Iwan Władysław przyjął Kosarę tak serdecznie, że w końcu otrzymawszy glejt, gwarantowany dodatkowo przez patriarchę bułgarskiego Dawida, Jan Włodzimierz przybył na dwór cara. Po przybyciu, w dniu 22 maja, został natychmiast ścięty, a car odmówił zgody na pogrzebanie jego ciała. Dopiero liczne cuda dziejące się nad zwłokami księcia skłoniły go do wydania ciała Kosarze.
Jego ciało zostało złożone przez wdowę po nim w Krajinie w kościele Matki Bożej. Iwan Władysław zginął dwa lata później w lutym 1018 roku podczas oblężenia Dracza. Pop Duklanin tak opowiada o jego śmierci: Kiedy w obozie pod Draczem zasiadł do posiłku, zaatakował go jakiś rycerz, w którym carowi wydało się, że rozpoznaje Włodzimierza duklańskiego, którego zamordował. Przerażony zaczął wołać o pomoc, ale nikt nie pospieszył mu na ratunek. A nieznany rycerz ranił go śmiertelnie.